# Óscar Elías Biscet
Óscar Elías Biscet González (* 20. července 1961, Havana, Kuba) je kubánský lékař a aktivista v boji za lidská práva a demokracii, někdejší politický vězeň. Ve vězení strávil více než 10 let.
Biscet byl poprvé uvězněn v roce 1999 pro svůj veřejný odpor proti interrupcím, které se na Kubě podle jeho zkušeností provádějí nad rámec zákona. Ten je omezuje na situace, kdy je postižen plod, k otěhotnění došlo znásilněním nebo je ohrožen život matky. Při interrupci prováděné po 16. týdnu těhotenství se podle Biscetovy studie 9 procent dětí narodilo živých a pak byly zabity. Měsíc poté, co výsledky studie zveřejnil, nařídil Fidel Castro jeho uvěznění.
V rámci kubánského Černého jara v roce 2003 byl Biscet odsouzen ke 25 letům vězení za údajné zločiny proti suverenitě a integritě kubánského teritoria. Navzdory žádostem o jeho propuštění ze strany Organizace spojených národů, zahraničních vlád a organizací hájících lidská práva komunistický režim Bisceta propustil až v březnu 2011.

## Ocenění
- V roce 2007 Biscetovi udělil americký prezident George W. Bush Prezidentskou medaili svobody jako výraz uznání za jeho snahu o prosazení lidských práv a demokracie na Kubě.